# Dasia griffini
Dasia griffini är en ödleart som beskrevs av Taylor 1915. Dasia griffini ingår i släktet Dasia och familjen skinkar. IUCN kategoriserar arten globalt som sårbar. Inga underarter finns listade i Catalogue of Life.
Arten förekommer på öarna Palawan och Mindoro i Filippinerna. Den vistas i låglandet upp till 150 meter över havet. Dasia griffini klättrar i träd och buskar. Den gömmer sig bland annat i ormbunkar som växer på träd.